# Angelina Nikonova
Angelina Nikonova (russisk: Ангелина Юрьевна Никонова) (født 27. februar 1976 i Rostov ved Don i Sovjetunionen) er en russisk filminstruktør og manuskriptforfatter.

## Filmografi
- Kto-nibud videl moju devtjonku? (Кто-нибудь видел мою девчонку?, 2021)[1][2]